# 富蘭克林鎮區 (堪薩斯州林肯縣)
富蘭克林鎮區（英語：Franklin Township）為美國堪薩斯州林肯縣轄下的鎮區。2010年美国人口普查中此鎮區人口有98人。

## 地理
富蘭克林鎮區涵蓋總面積為93.3平方（36.04平方英里），其中陸地面積為93.2平方（35.98平方英里），水域面積為0.16平方（0.06平方英里）或0.17%。海拔高度437（1,434英尺）。

## 人口統計
根據2010年美國人口普查，富蘭克林鎮區人口有98人，其中男性有57人，女性有41人，人口密度為每平方公里1.05人，住房計44戶。鎮區內的白人有94人，非裔美國人有3人，美洲原住民有0人，亞裔美國人有0人，太平洋島裔美國人有0人，其他種族有0人，混血種族則有1人。此外鎮區內有0人為西班牙裔或拉丁裔美國人。此鎮區之年齡中位數為40歲，而男性年齡中位數為37.3歲，女性年齡中位數為41.5歲。

## 交通

### 主要公路
- 70號州際公路
- 40號美國國道
- 14號堪薩斯州州道